# Le Stoïque Soldat de plomb
Le Stoïque Soldat de plomb (ou le Vaillant soldat de plomb ou L’Intrépide Soldat de plomb) est un conte de Hans Christian Andersen paru en 1838.

## Résumé
Un petit garçon reçut une boîte de 25 soldats de plomb. L'un d'entre eux était un peu différent des autres car il n'avait qu'une seule jambe. Les soldats furent rangés sur une table, où il y avait beaucoup d'autres jouets. Le soldat de plomb qui n'avait qu'une jambe remarqua parmi eux une danseuse, qui se tenait gracieusement sur une seule jambe, et la croyant comme lui, il pensa que ce jouet lui ferait une femme merveilleuse. Le soir, quand les gens de la maison furent couchés, tous les jouets se mirent à faire la fête. Le soldat de plomb restait immobile et fixait des yeux la danseuse. Minuit sonna alors et un diable en boîte s'ouvrit, qui se mit à avertir le soldat de plomb de ne pas la regarder. Mais le soldat fit exprès de ne pas l'entendre.
Le lendemain, alors qu'on l'avait posé sur la fenêtre, le soldat de plomb fut enlevé par le diable en boîte et tomba la tête la première du troisième étage. L'enfant et sa bonne le cherchèrent, mais sans succès. Ce furent deux autres garçons qui le trouvèrent ensuite et qui décidèrent de le faire voguer dans le caniveau, sur un bateau en papier. Que fit le petit soldat ? Il navigua le long du trottoir puis tomba dans les égouts. Après avoir croisé un rat en fureur, n'ayant pas la permission de voguer sur son territoire, il déboucha sur un ruisseau, où il fut avalé par un gros poisson. Le poisson fut pêché, acheté au marché, amené dans une cuisine et coupé. On retrouva le soldat de plomb et le plaça sur une table.
Celui-ci se rendit compte qu'il était arrivé dans la même salle qu'auparavant, dans la maison de l'enfant. Il vit alors la danseuse et fut ému. Mais un petit garçon prit le soldat et le jeta dans le poêle (sûrement sous l'influence du diable en boîte). Le soldat de plomb fut brûlé. Quelqu'un ouvrit une porte et la danseuse tomba, dans le poêle aussi, avec le soldat de plomb. Ils fondirent ensemble. Et à leur place ne resta qu'un cœur avec une paillette dessus.   
Pour un article plus général, voir Liste des contes d'Andersen.

## Adaptations
- Il a été adapté au cinéma par Ladislas Starewitch dans l'un des films constituant Les Contes de l'Horloge Magique.
- Il a été adapté au cinéma en 1947 dans Le Petit Soldat, film d'animation de Paul Grimault, sur un scénario de Paul Grimault et Jacques Prévert, et une musique originale de Joseph Kosma.
- George Balanchine a adapté le conte pour son ballet The Steadfast Tin Soldier créé en 1975 par le New York City Ballet, sur la musique de Jeux d'enfants de Bizet.
- En 1999, Disney présente dans son long-métrage d'animation Fantasia 2000 une filiation étonnante de ce conte et du premier mouvement du Concerto pour piano n°2 de Dmitri Chostakovitch.
- Le film d'animation 3D Toy Story est inspiré du conte.
- Le court métrage L'Effraie (2005) de Sarah Moon reprend la trame du conte.
- Le clip Instant Crush des Daft Punk avec Julian Casablancas réinterprète le conte avec des statues de cire dans un musée
- L'album Immaginarium (2010) des musiciens André Charlier et Benoit Sourisse contient un titre intitulé Le Petit Soldat de plomb unijambiste.
- Une curieuse adaptation a été réalisée par le Totem Théâtre de Colmar (http://ttc68.com). Le comédien mélange ce conte avec celui du briquet (création 2010).
- Dans le manga One Piece, le personnage de Kyros se retrouve transformé en soldat de plomb unijambiste, inspiré par ce conte.